# 陸上自衛隊善通寺駐屯地資料館
陸上自衛隊善通寺駐屯地資料館（りくじょうじえいたいぜんつうじちゅうとんちしりょうかん）は香川県善通寺市陸上自衛隊善通寺駐屯地第3営舎地区（第3キャンプ）にある博物館。愛称は、駐屯地資料館である。
資料館は1898年（明治31年）に軍の師団司令部として竣工した西洋建築で初代師団長乃木希典に因み乃木館という通称があり、2006年（平成18年）から館内および旧陸軍関係の資料が一般公開されるようになり、陸上自衛隊の資料も合わせて展示され、善通寺駐屯地の広報館としても使われている。
敷地内には陸上自衛隊の戦車や戦闘機、ヘリコプターなど、用途廃止された装備品が屋外展示されている。

## 乃木館
新しく編成された大日本帝国陸軍第11師団の師団司令部として1898年（明治31年）10月1日に竣工した。寄せ棟屋根、瓦葺、漆喰塗りの壁という和の要素も取り入れた西洋風建築である。乃木館という通称は、初代師団長乃木希典に因む。戦後は郵政省簡易保険局に使用された後、1961年（昭和36年）1月に陸上自衛隊の所管となり、1961年（昭和36年）8月から1981年（昭和56年）まで第2教育団本部として使用された。その後、第2混成団本部が2006年（平成18年）3月27日まで使用し、現在は第14音楽隊、および展示施設として利用されている。

## 展示装備
屋内展示
- 三十年式歩兵銃
- 三八式歩兵銃
- 三八式騎兵銃
- 四四式騎銃
- 九九式小銃
- 62式機関銃
- モ式大型自動拳銃
- 十四年式拳銃
- 九四式拳銃
- 9mm拳銃

屋外展示
- 60式装甲車
- 61式戦車
- 74式戦車
- 74式自走105mmりゅう弾砲
- 75式130mm自走多連装ロケット弾発射機
- UH-1B：2022年（令和4年）現在、立て看板には「UH-1J」と表記されている。
- OH-6D
- V-107A
- F-86D他

## ギャラリー

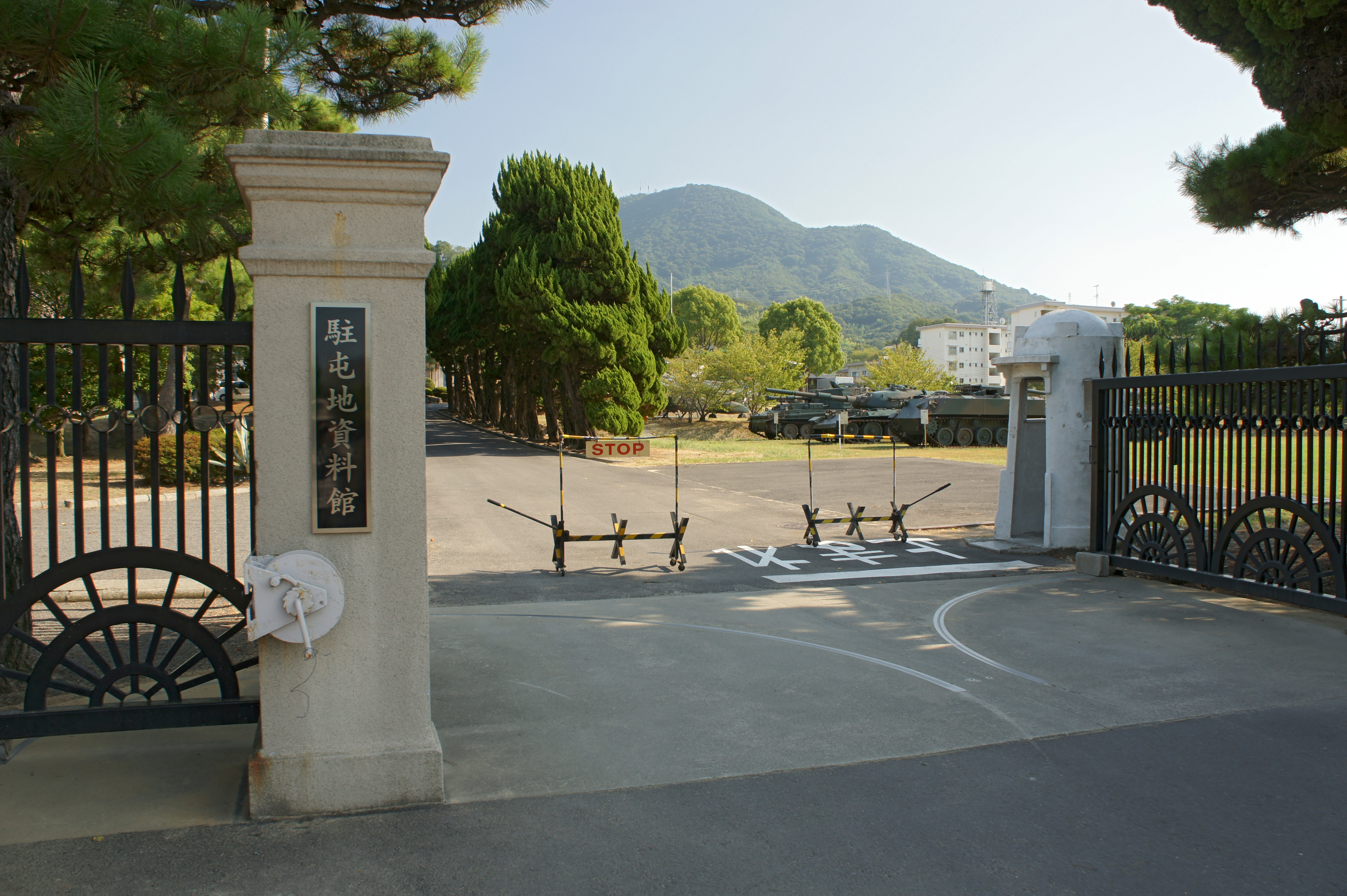
駐屯地資料館営門
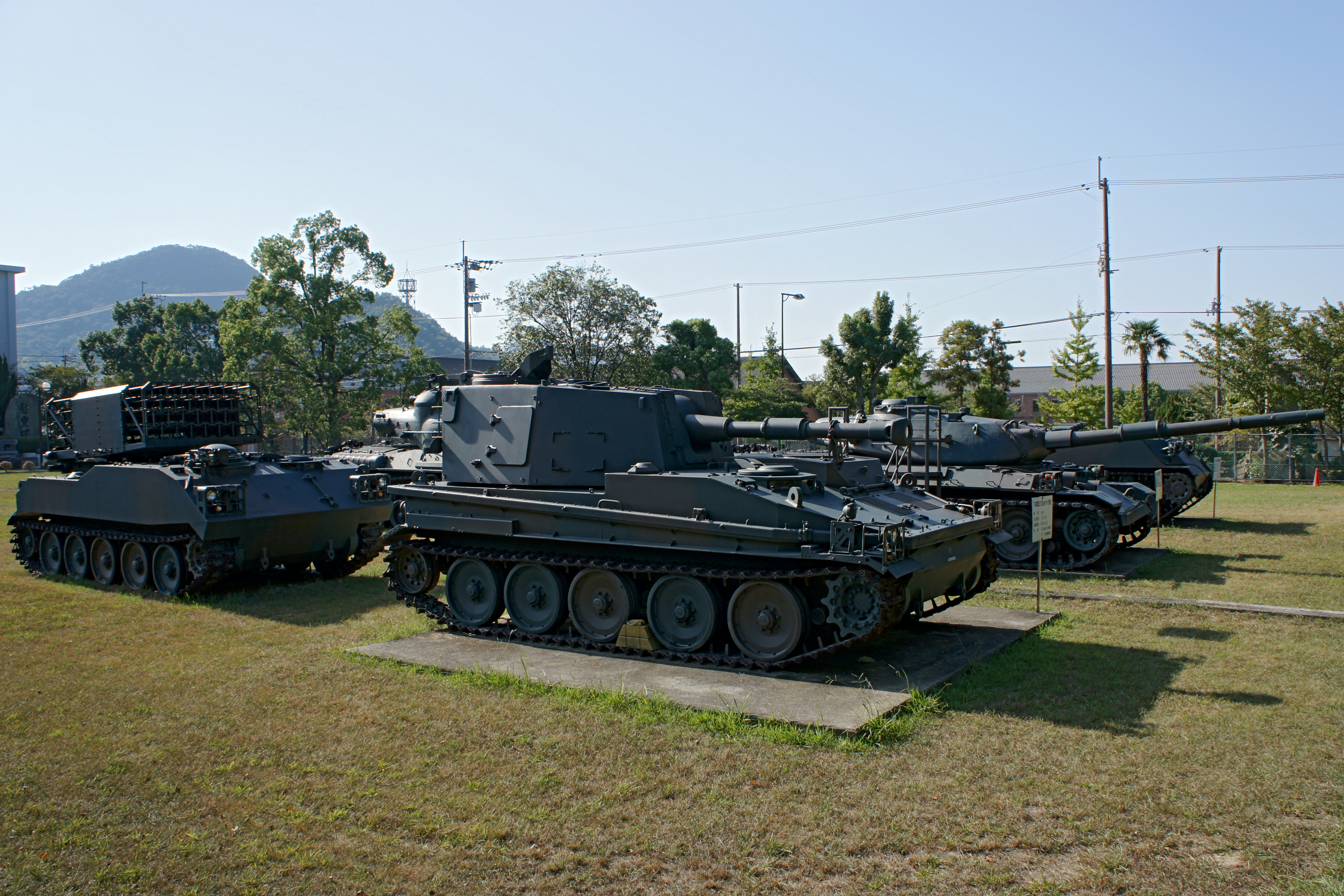
第3営舎地区（第3キャンプ）に展示される用途廃止装備
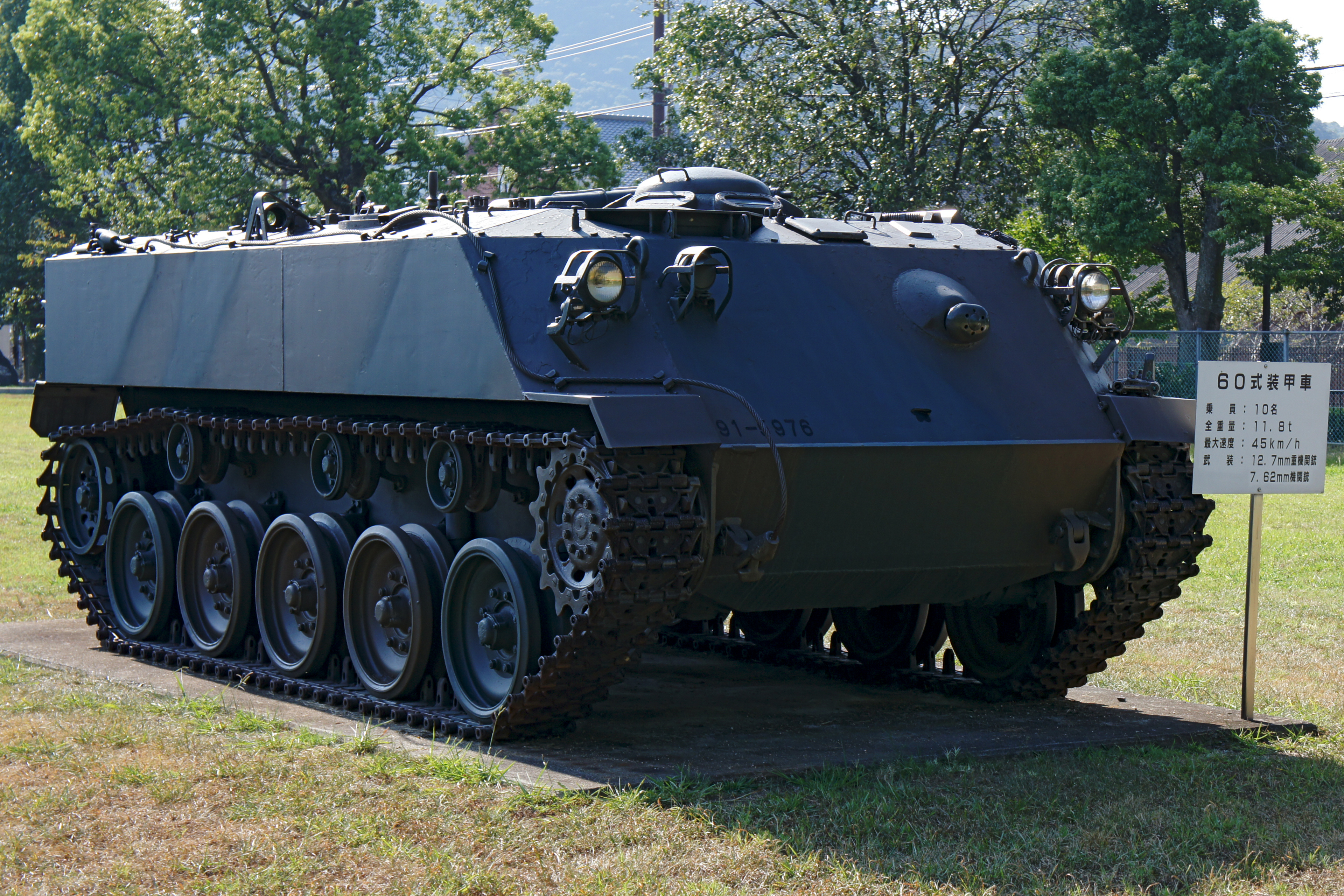
60式装甲車
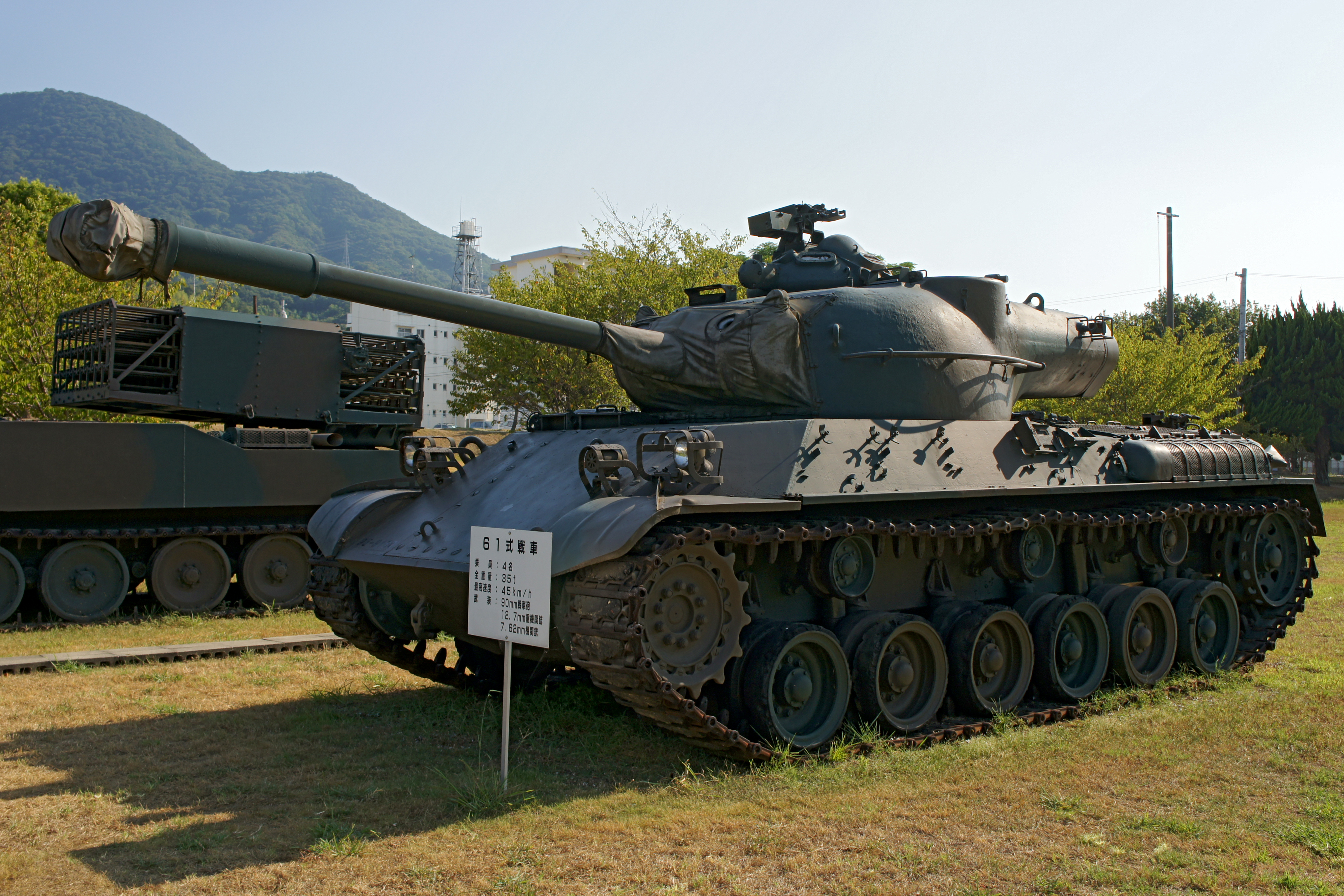
61式戦車
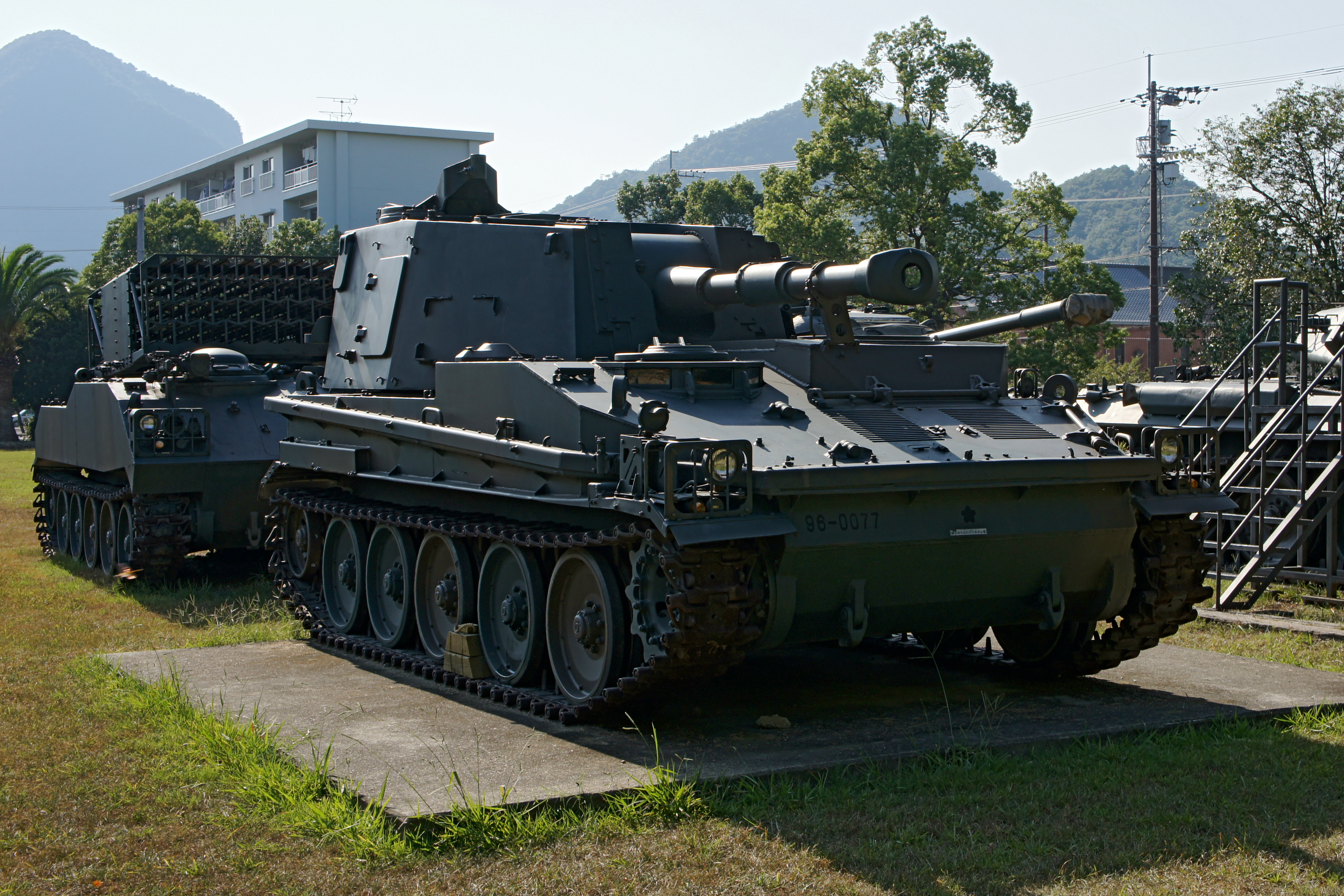
74式自走105mmりゅう弾砲
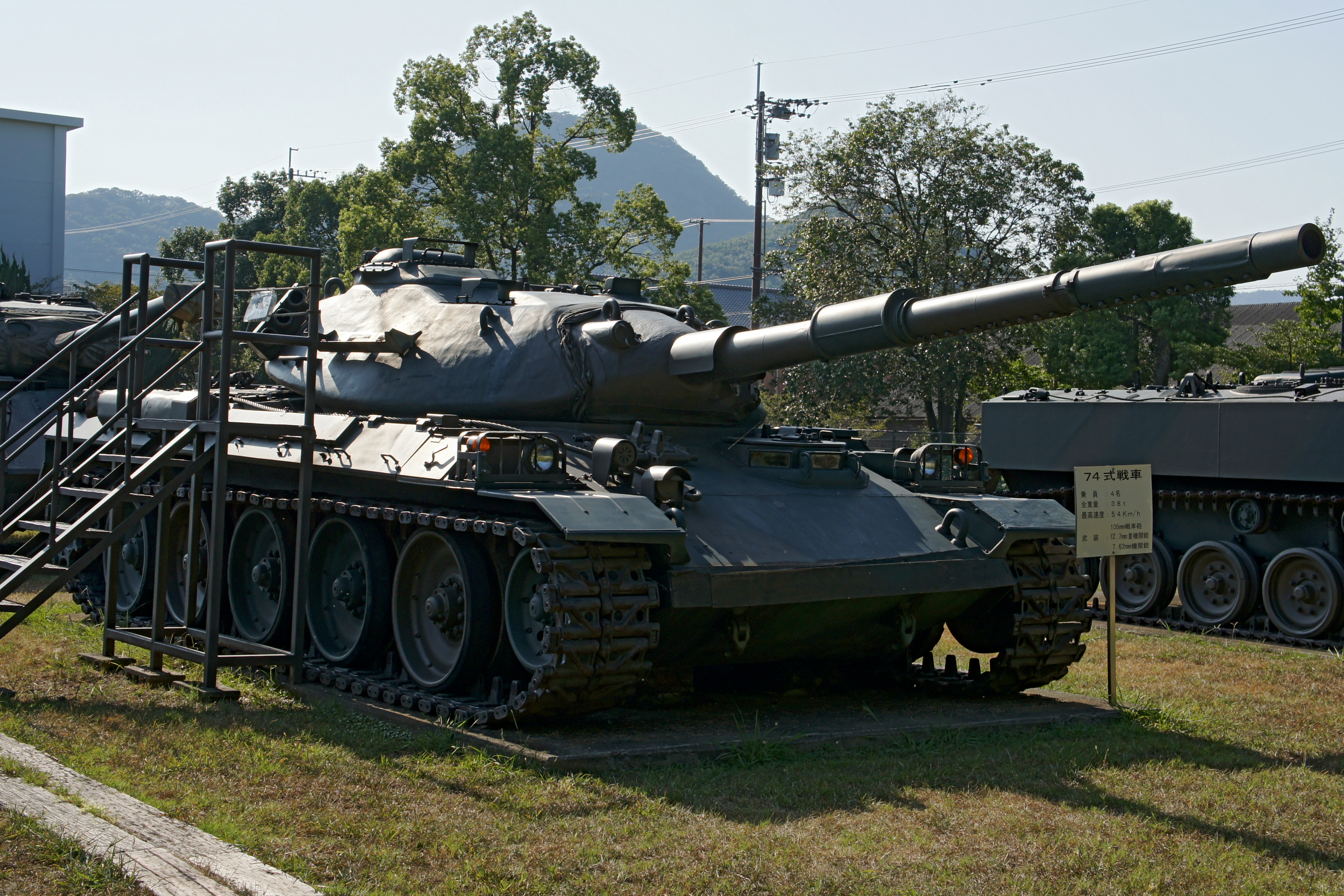
74式戦車
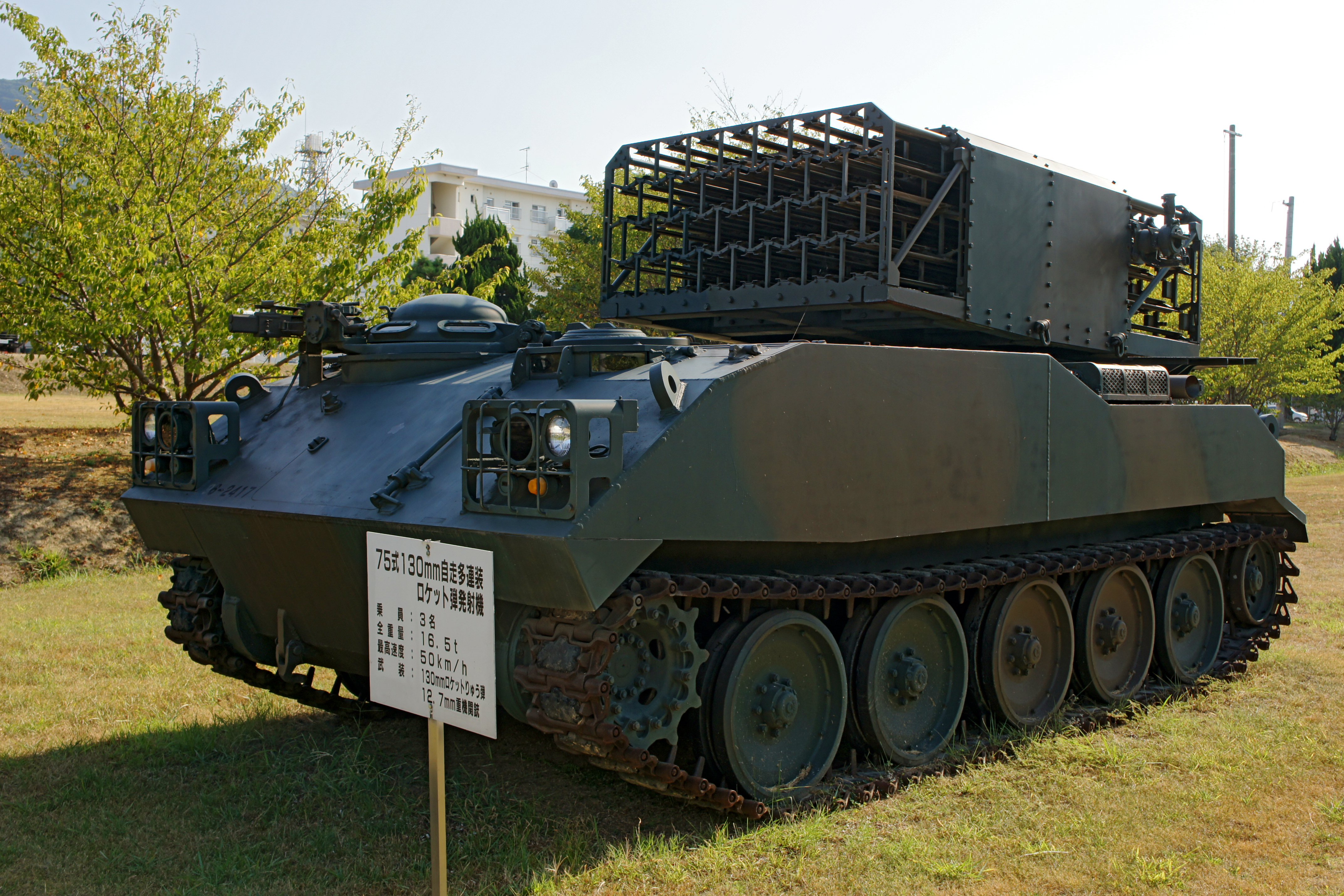
75式130mm自走多連装ロケット弾発射機
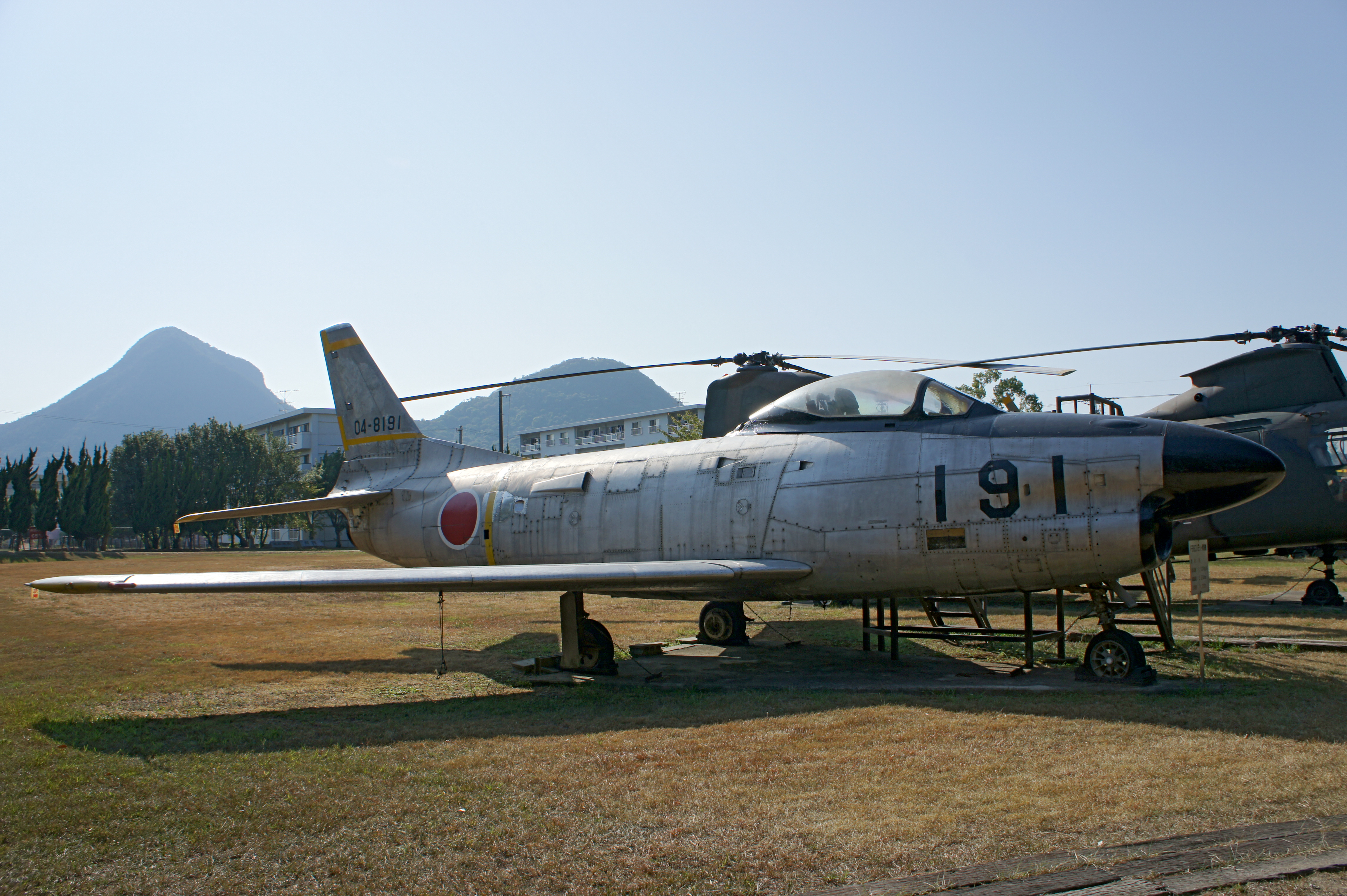
F-86D
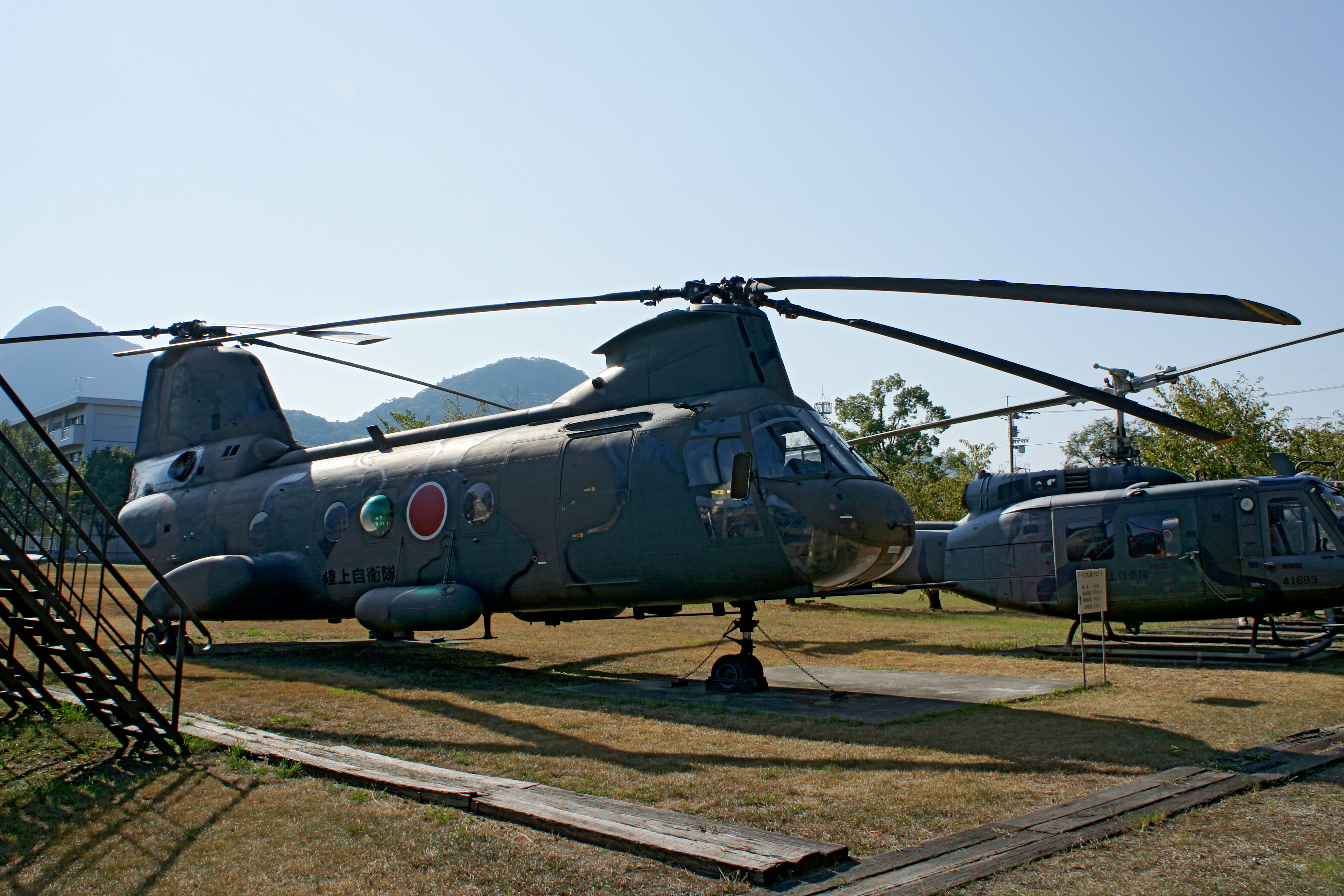
V-107AとUH-1B
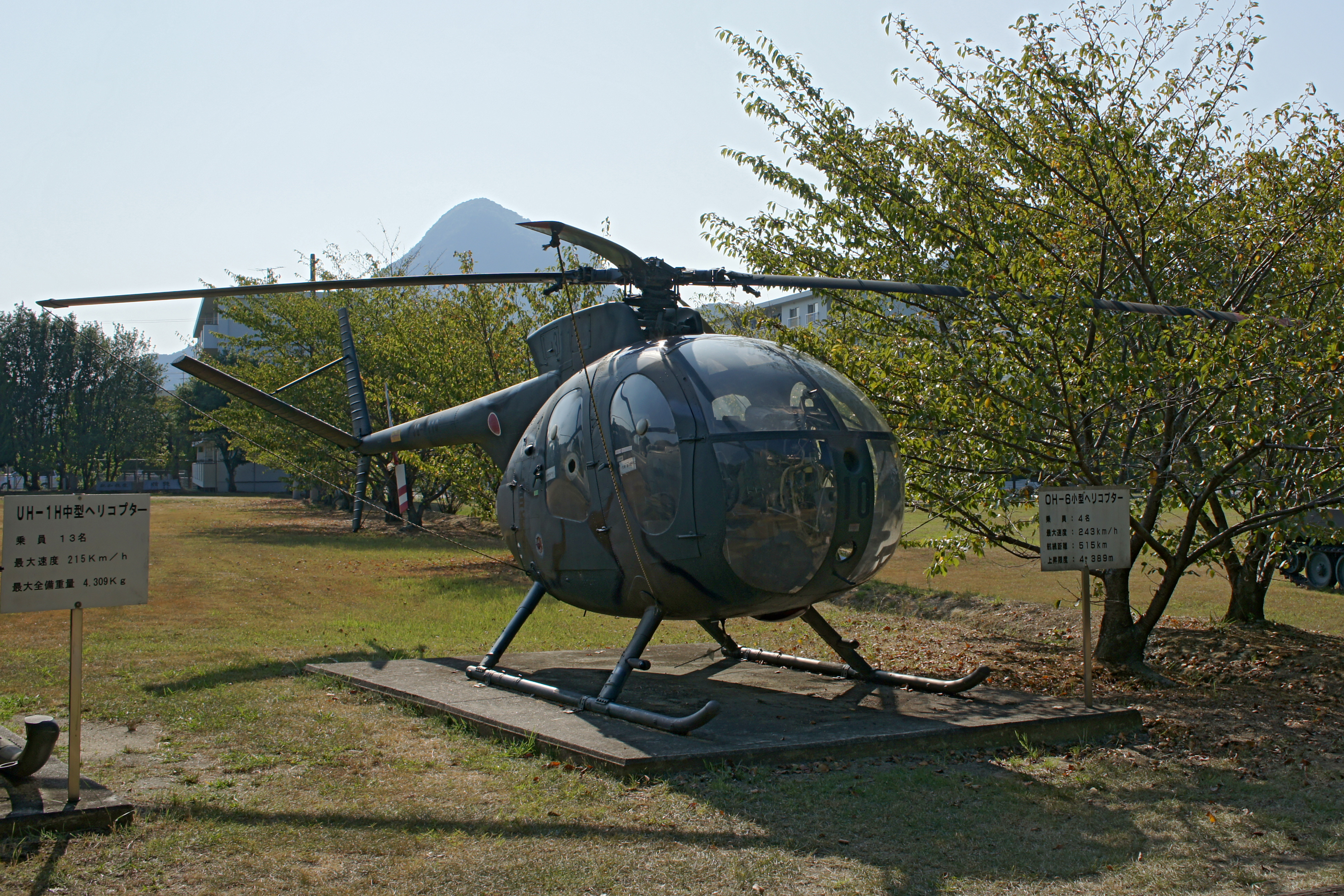
OH-6D

## 利用情報
- 所在地 - 香川県善通寺市南町2-1-1
- 休館日 - 水曜日、年末年始
- 入館無料

## 交通アクセス
- JR土讃線
  - 善通寺駅 徒歩25分。

## 周辺
- 旧善通寺偕行社 - 明治36年に竣工したルネサンス様式の西洋館。旧陸軍師団の将校らの社交場として使用された。
- 香川縣護國神社
- 善通寺

- 金倉寺 - 師団長を務めた乃木希典は2年8ヶ月の間、同寺を宿舎とした。[1]